# Kronprinzenstraße 6 (Bonn)

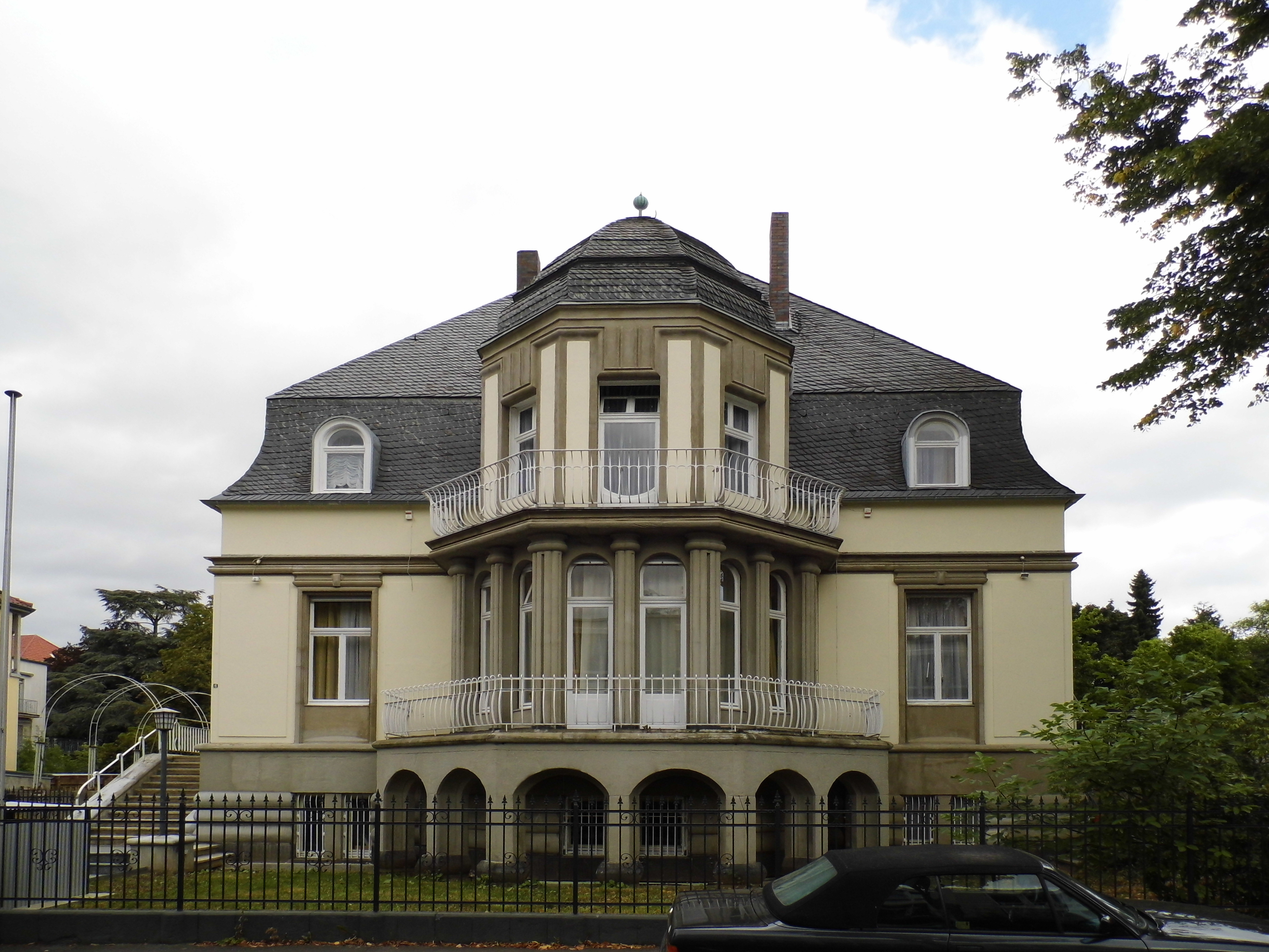
Villa Kronprinzenstraße 6 (2012)

Das Gebäude Kronprinzenstraße 6 ist eine Villa in Bad Godesberg, einem Stadtbezirk von Bonn, die 1910/11 errichtet wurde. Sie liegt im Ortsteil Rüngsdorf am Südrand des Godesberger Villenviertels. Die Villa steht als Baudenkmal unter Denkmalschutz.

## Geschichte
Die Villa entstand nach einem Entwurf des Architekten Heinrich Müller-Erkelenz für den Oberstabsarzt a. D. W. Creme.
1955/56 erwarb der Staat Island das Anwesen, um dort seine zuvor im Rheinhotel Dreesen ansässige Botschaft in der Bundesrepublik Deutschland am Regierungssitz Bonn einzurichten. Das Souterrain des Gebäudes diente als Kanzlei, die oberen Geschosse als Residenz der Botschaft, Wohnsitz des Botschafters. 1972 wurde die Kanzlei in einen auf der Rückseite der Villa neu erbauten Flachdach-Bungalow verlegt.
Im Zuge der Verlegung des Regierungssitzes nach Berlin zog die isländische Botschaft 1999 nach Berlin um (→ Nordische Botschaften). Die Villa ist heute Sitz eines privaten Unternehmens.

## Architektur
Das Gebäude ist ein- bis zweigeschossig auf annähernd quadratischem Grundriss über einem hohen Sockelgeschoss (Souterrain) errichtet und wird nach oben hin von einem hohen Mansardwalmdach abgeschlossen. Die Straßenfront ist symmetrisch aufgebaut und wird in der Mitte durch einen zweigeschossigen, zweifach abgetreppten Vorbau geprägt, den je eine Fensterachse flankiert. Er nimmt auf der Ebene des Hauptgeschosses die Form eines achteckigen Prismas an, seinen oberen Abschluss bildet ein geschweiftes und nach oben abgerundetes, kuppelartiges Dach. Der Eingang befindet sich auf der linken Seite des Hauses.